# Movimento Nour al-Din al-Zenki
O Movimento Nour al-Din al-Zenki (em árabe: حركة نور الدين الزنكي‎ Ḥaraka Nūr ad-Dīn az-Zankī) é um grupo sunita islamista rebelde envolvido na Guerra Civil Síria. Entre 2014 e 2015, integrou o Conselho do Comando Revolucionário Sírio e foi um dos recipientes de equipamento militar americano, ao receber mísseis antitanque BGM-71 TOW. Em 2014, era relatado que o grupo era um dos mais poderosos na zona de Alepo. A 18 de Fevereiro de 2018, o Movimento fundiu-se com Ahrar al-Sham para dar origem à Frente da Libertação da Síria.

## História
O Batalhão Nour al-Din al-Zenki foi formado no final de 2011 por Shaykh Tawfiq Shahabuddin no noroeste de Alepo. O seu name tem origem em Nouredine, um importante emir de Damasco e Alepo no século XII. A maioria dos seus combatentes estavam concentrados nos subúrbios a noroeste de Alepo. Al-Zenki esteve presente no início da Batalha de Alepo, capturando o bairro de Salaheddine, embora tenha rapidamente se retirado para a zona rural da província de Alepo.
O grupo teve diferentes afiliações desde que foi fundado. Inicialmente, foi uma facção dentro do Movimento do Amanhecer, depois juntou-se às Brigada al-Tawhid durante o ataque em Alepo, antes de se retirar e juntar-se à Frente da Autenticidade e Desenvolvimento, financiada pela Arábia Saudita.
Em Janeiro de 2014, al-Zenki foi um dos grupos fundadores do Exército dos Mujahidin para combater a ascensão do Estado Islâmico (EI). Em Maio do mesmo ano, acabaria por se retirar do Exército e, de seguida, a Arábia Saudita aumentou o seu financiamento ao grupo, que tinha as suas dúvidas em financiar o Exército dos Mujahidin pelas suas ligações à Irmandade Muçulmana Síria.
Em Dezembro de 2014, o movimento juntou-se à Frente do Levante, uma ampla aliança de diversos grupos islamistas rebeldes que operavam na província de Alepo. A 6 de Maio de 2015, juntou-se a outros 13 grupos islamistas na aliança Conquista de Alepo.
A partir de Novembro de 2015, Nour al-Din al-Zenki absorveu diversos grupos rebeldes sírios turcomenos apoiados pela Turquia. A 11 de Novembro, 35 combatentes turcomenos desertaram para a Frente al-Nusra, e a 15 de Novembro, um dos líderes do grupo foi substituído por um comandante turcomeno.
Durante as Conversações de Paz de Viena para a Síria em Novembro de 2015, a Jordânia foi encarregue de estipular uma lista de grupos terroristas, com o grupo a ser, alegadamente, incluído em tal lista.
Em 28 de Janeiro de 2016, o Movimento al-Zenki retirou-se das suas posições em Alepo, que rapidamente foram tomadas pela Al-Nusra.
A 24 de Setembro de 2016, al-Zenki junta-se ao Exército da Conquista e, a 15 de Outubro, quatro batalhões da Frente do Levante juntam-se ao movimento.
Em 2 de Novembro de 2016, durante a ofensiva governamental de Alepo, militantes da União Fastaqim capturam um comandante do Movimento al-Zenki. Em resposta, o grupo mobilizou-se e atacou a sede da União Fastaqim nos distritos de Salaheddine e Al-Ansari de Alepo e, devido a estes confrontos, um militante morreu e 25 ficaram feridos. No dia seguinte, a Frente do Levante e as Brigadas Abu Amara começaram a patrulhar as ruas e a prender quaisquer rebeldes que estejam envolvidos em confrontos. Pelo menos 18 rebeldes morreram nestes confrontos. Al-Zenki e as Brigadas Abu Amara acabaram por capturar todas as posições da União Fastaqim no leste de Alepo, com dezenas de rebeldes da União a serem presos ou a renderem-se, a juntarem-se a Ahrar al-Sham ou a desertarem.
A 27 de Janeiro de 2017, a secção de Idlib do movimento juntou-se aos jihadistas do Tahrir al-Sham (HTS), enquanto a sua facção do norte juntou-se à Legião do Sham.
Em 27 de Julho de 2017, al-Zenki liderado por Sheikh Tawfiq Shahabuddin anunciou a sua separação de Tahrir al-Sham no decorrer de fortes combates entre HTS e Ahrar al-Sham, e tornou-se um grupo independente.
Em Novembro de 2017, fortes confrontos eclodiram entre al-Zenki e HTS no norte de Idlib e oeste de Alepo, com especial destaque para a área entre Atme e Khan al-Asal.
Em Janeiro de 2019, o grupo foi fortemente atacado por HTS, com os últimos capturando o território controlado pelo grupo e, praticamente, acabando com o Movimento al-Zenki.

## Apoio estrangeiro
Em Maio de 2014, al-Zenki recebeu maior financiamento da Arábia Saudita após se ter retirado do Exército dos Mujahidin. O grupo também recebeu apoio financeiro dos Estados Unidos, num programa gerido pela CIA para financiar rebeldes aprovados pelos EUA, alegadamente através do Centro Operacional Militar (COM) baseado na Turquia. Apesar disto, em Outubro de 2015, o grupo afirmou que já não era financiado pelo COM - "por causa dos relatos constantes que tinha cometido abusos." 7
A 9 de Maio de 2016, um plano foi alegadamente proposto pelos EUA, Arábia Saudita, Catar e Turquia para que al-Zenki criasse um "Exército do Norte" e juntar cerca de 3.000 combatentes para a operação. A próxima fase seria a transferência dos combatentes de Idlib para o norte de Alepo através do postos fronteiriços de Bab al-Hawa e Azaz. Isto alegadamente começou a 13 de Maio. Este plano foi adiado após dúvidas de oficiais americanos das capacidades militares dos rebeldes juntados pela Turquia, a oposição das Forças Democráticas Sírias apoiadas pelos EUA, e a tensão entre a Turquia e a Rússia que apenas foi resolvida no verão de 2016.

## Crimes de Guerra
De acordo com a Amnistia Internacional, o Movimento al-Zenki, juntamente com a 16.ª Divisão De Infantaria, a Frente do Levante, Ahrar al-Sham e a Frente al-Nusra, estiveram envolvidos no rapto e torturas de diversos jornalistas e trabalhadores humanitários na zona rebelde de Alepo durante 2014 e 2015.
Nour al-Din al-Zenki, em conjunto com as Brigadas Abu Amara, foram acusados de matarem pessoas ao atirá-las de prédios quando controlavam território em Alepo.

### 2016

#### Decapitação de um jovem de 12 anos
Em 19 de Julho de 2016, durante a Campanha de verão em Alepo, um vídeo emergiu em que mostrava combatentes Al-Zenki a filmarem-se enquanto gozavam e, mais tarde, a decapitarem um rapaz palestiniano chamado Abdullah Tayseer Al Issa. No vídeo, os rebeldes defendiam que o rapaz foi capturado enquanto combatia por Liwa al-Quds, uma milícia palestiniana pró-governo. Liwa al-Quds negou esta acusação, e afirmou que Al Issa era um jovem refugiado de 12 anos que vinha de uma família pobre que tinha sido raptado.
Numa declaração oficial, al-Zenki condenou a decapitação e afirmou que "um erro individual que não representa a política geral do grupo", e que tinha detido todos aqueles envolvidos no crime.
De acordo com Thomas Joscelyn, escrevendo no The Weekly Standard, que o vídeo da decapitação foi exibido ao presidente americano Donald Trump e influenciou a decisão de Trump em acabar com o apoio americano à Oposição Síria: "Trump queria saber porquê que os Estados Unidos tinham apoiado Zenki se os seus membros eram extremistas. O tema foi discutido de forma prolongada com oficiais superiores da inteligência (CIA), e nenhuma boa resposta surgiu."